# 올담
올담(All談)은 대한민국의 국악밴드다. 2020년 싱글 [오봉산]으로 데뷔했다.

## 음반
- 2018 오월창작가요제 실황음반 (2018)
- 오봉산 (2020)
- 우공이산(愚公移山) (2020)
- 보고지고 (2020)
- 가시리 (2020)